# Giovanni Giacone
Giovanni Giacone (* 1. Dezember 1900 in Turin; † 1. April 1964) war ein italienischer Fußballspieler.
Er war der erste italienische Nationalspieler in der Geschichte von Juventus Turin.

## Laufbahn
Giacone begann seine Karriere in Turin bei der US Torinese und dem FC Pastore. Während einer Partie gegen den FC Bologna fiel er Vertretern von Juventus Turin auf, die ihn 1919 verpflichteten. Bei den Bianconeri wurde er trotz seines jungen Alters in der Spielzeit 1919/20 – der ersten Meisterschaftssaison nach dem Ersten Weltkrieg – Stammtorhüter. 1921 wechselte er zurück zur US Torinese, 1923/24 war er für den Foot Ball Club Torino (heute FC Turin) und 1924/25 für den FC Pastore aktiv.
Am 28. März 1920 gab Giacone unter Giuseppe Milano bei der 0:3-Niederlage im Freundschaftsspiel gegen die Schweiz in Bern sein Debüt im Trikot der Italienischen Nationalmannschaft. Er wurde damit der erste Nationalspieler in der Geschichte des Fußballklubs Juventus Turin. Nach einer weiteren Partie im Mai in Genua gegen die Niederlande nominierte ihn Milano für das italienische Aufgebot bei den Olympischen Sommerspielen in Antwerpen. Giacone absolvierte die beiden Partien gegen Ägypten (2:1) und Frankreich (1:3) und wurde danach in der Trostrunde durch Piero Campelli ersetzt. Nach den Olympischen Spielen absolvierte er kein Länderspiel mehr.

## Anmerkung
Die Angaben sowohl über Lebensdaten als auch Name und Geburtsort weichen teilweise voneinander ab. Zumeist wird der Spieler als Giovanni Giacone bezeichnet, teilweise aber auch als Giuseppe Giacone. Die Seite Olympedia.org gibt als Sterbedatum 1986 statt 1964 an.